# Opuntia atroglobosa
Opuntia atroglobosa là một loài thực vật có hoa trong họ Cactaceae. Loài này được (Backeb. ex F. Ritter) R. Crook & Mottram mô tả khoa học đầu tiên năm 1995.